# De Daltons in de blizzard
De Daltons in de blizzard (Les Dalton dans le blizzard) is het tweeëntwintigste album uit de stripreeks Lucky Luke. Het is geschreven door René Goscinny en getekend door Morris. Het album is in 1963 uitgegeven door Dupuis.

## Inhoud
De Daltons ontsnappen uit de gevangenis. Omdat ze weten dat Lucky Luke weer achter hen aankomt, vluchten ze naar Canada. Daar zijn ze eerst onbekend, maar nadat ze de nodige terreur gezaaid hebben, weet iedereen wie de Daltons zijn. Lucky Luke komt erachter dat de Daltons in Canada zijn en gaat achter hen aan. Op zijn reis ontmoet Lucky korporaal Pendergast, een mountie voor wie iedereen ontzag heeft. Aangezien de Daltons nu ook in Canada crimineel zijn, mag Canada hen arresteren. Lucky krijgt dus hulp van Pendergast en beiden gaan de Daltons zoeken. De Daltons doen er echt alles aan om uit de handen van Lucky Luke te blijven. Met veel moeite slagen Lucky Luke en korporaal Pendergast er uiteindelijk in de Daltons te arresteren. De Daltons worden de grens overgezet waar Lucky Luke ze oppakt en naar de gevangenis brengt. Daarna gaat Lucky weer verder op reis.